# 虎纹伯劳
虎纹伯劳（学名：Lanius tigrinus）为伯劳科伯劳属的一种，俗名花伯劳、虎伯劳。它分布在古北界的東亞林地棲地。這種鳥通常害羞，喜歡單獨活動，比其他大多數伯勞更為隱蔽。與其他伯勞一樣，它是掠食性的，以小型動物為食。牠的鳥巢築於樹上，每次產下三到六顆鳥蛋。
它的名稱源自其上半身像老虎的條紋圖案，呈紅褐色並有黑色橫斑。成年雄鳥腹部為白色，頭部為灰色並帶有黑色的面具。雌鳥和幼鳥則顏色較為黯淡，偏棕色，且幼鳥頭部沒有灰色和黑色。

## 分類
虎紋伯勞最早於1822年由比利時的自然學家皮埃爾·奧古斯特·約瑟夫·德拉皮茲在《自然史經典字典》（Dictionnaire classique d'histoire naturelle）中首次描述。他將其歸類於伯勞屬（Lanius），這個屬包括大約26個物種，分布於歐亞大陸、非洲和北美洲的開闊地區。該屬的名稱在拉丁語中意為「屠夫」，這是指這些鳥類有將獵物刺掛並儲存的習性。在伯勞屬內，透過叫聲的分析顯示，虎紋伯勞與紅尾伯勞（L. cristatus）和紅頭伯勞（L. bucephalus）最為親近。它沒有已知的亞種。

## 描述

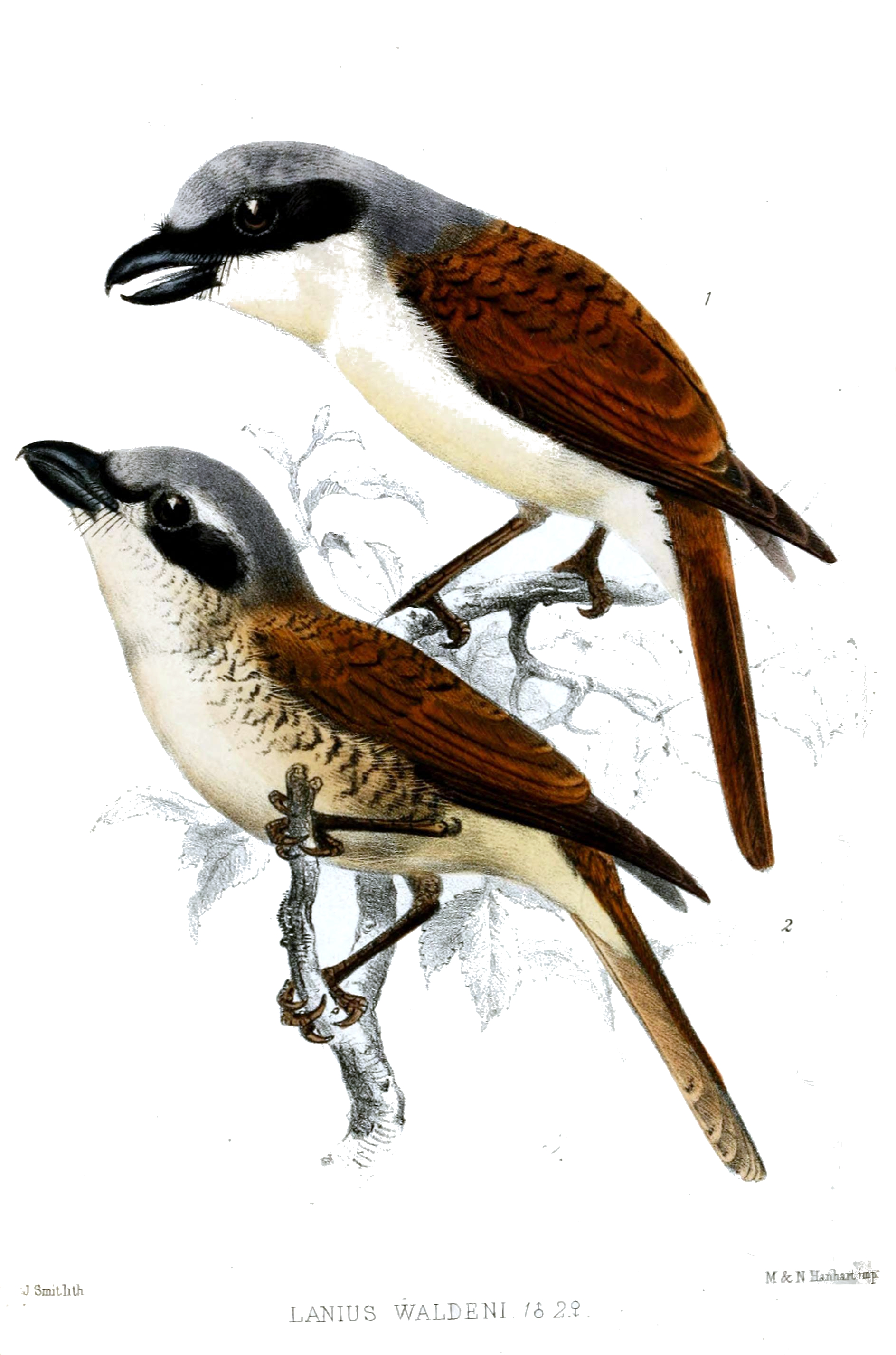
Male above and female below, illustration by Joseph Smit

虎紋伯勞體型較小且壯碩，體長約17–19公分。雄鳥重27-29克，翅膀長度77.8-83.9毫米，尾巴長度66.9-75.0毫米，喙長度14.1-15.9毫米。雌鳥重29-37克，翅膀長度79.5-85.3毫米，尾巴長度66.3-79.1毫米，喙長度14.8-16.7毫米。
其厚實的喙為藍黑色，喙尖為黑色，腿則為灰黑色。成年雄鳥的背部、臀部和肩膀為紅褐色，帶有黑色橫斑，形成老虎般的條紋圖案。牠有黑色的額頭和面具，頭頂和頸背為灰色。翅膀和尾巴為棕色，腹部為白色，兩側偶爾有淡淡的橫斑。雌鳥顏色較暗淡偏棕色，黑色面具較小，頭部灰色較少，眼睛上方有一條窄窄的白色條紋，喙與眼睛之間有一塊淡色斑點，兩側則為帶有黑色橫斑的淡白色。幼鳥頭部、背部和腹部有暗色鱗狀斑紋，頭部缺少灰色和黑色。牠們的喙基部顏色較淡，眼睛因眼圈呈淡色而顯得較大。

### 相似物種
紅尾伯勞體型較大，尾巴較長，喙較細。成鳥頭頂和頸背為棕色，背部為純棕色，眼睛上有一道白色條紋。幼鳥的斑紋不如幼虎紋伯勞那樣明顯，且具有深色面具。牛頭伯勞體型也較大，尾巴較長。成鳥頭頂和頸背為紅褐色，雄鳥則有一道白色的翅斑。栗背伯勞（Lanius collurioides）體型較瘦，尾巴較長，並有一道白色翅斑，背部為純栗色。

### 聲音
其鳥鳴為悅耳的吟唱。它有多種粗獷的叫聲，包括響亮、重複的領地叫聲，嘎嘎的警報叫聲以及較柔和的顫音叫聲。通常牠會在隱蔽處叫聲，但領地雄鳥會在顯眼的棲木上鳴唱。

## 分布與棲地

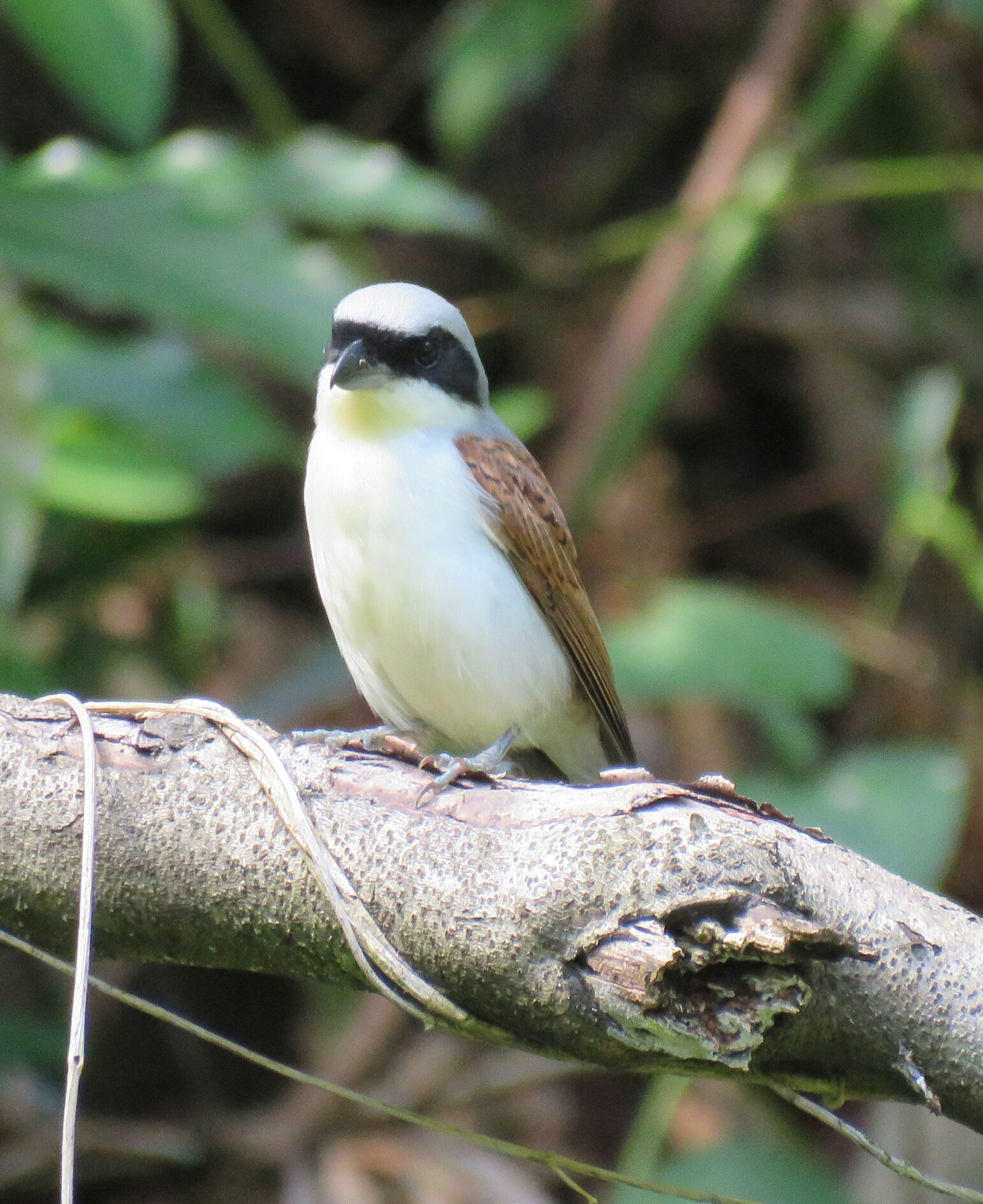
Male in Malaysia

分布于俄罗斯、朝鲜半岛、日本、老挝、泰国、越南、柬埔寨、缅甸、马来西亚、新加坡、菲律宾、印度尼西亚、文莱、中国大陆、香港和台湾。在中国大陆，该物种分布于黑龙江、吉林、辽宁、内蒙古、宁夏、河北、山东、山西、陕西、甘肃、河南、安徽、浙江、湖北、湖南、四川、贵州、云南、广西、广东、福建等地。

虎紋伯勞繁殖於東亞的溫帶地區，棲息於落葉林或混合林中的林地、林緣及有零星樹木的農田。牠分布於低地區域，主要出現在俄羅斯海拔150公尺以下、日本800公尺以下及中國900公尺以下的地區。其分布範圍包括俄羅斯遠東地區的烏蘇里地區，北至約北緯44度，以及中國中部和東部、朝鮮半島及日本本州的北部和中部。
虎紋伯勞會於8月和9月遷徙至南方，並於5月和6月返回繁殖地。牠在東南亞熱帶和亞熱帶地區越冬，通常在海拔1,000公尺以下的地區。非繁殖期的分布範圍從中國東南部往南延伸至緬甸東部、泰國、寮國和越南，並達到馬來西亞和印尼，部分甚至抵達南部的爪哇和峇里島及東部的蘇拉威西。冬季時，牠們常出現在森林空地、林緣、耕地、紅樹林及花園中。
有迷鳥出現在香港和菲律賓。在澳洲，曾在西澳大利亞州費里曼圖附近發現一隻可能是乘船到達的死鳥，並於2008年4月在聖誕島上看到一隻活鳥。
由於分布範圍廣泛且種群數量相當可觀，牠不被認為面臨威脅，國際鳥盟將其列為無危等級。然而，最近在日本和俄羅斯的數量有所下降。目前在日本已變得稀有且分布零散，但過去曾經很常見，甚至出現在東京的郊區。

## 行為

### 覓食
牠主要以昆蟲為食，尤其是蚱蜢、蟋蟀、甲蟲、半翅目昆蟲、蝴蝶及蛾類。牠也捕食其他節肢動物、小型鳥類和蜥蜴。通常牠會在林緣的棲枝上獵食，比其他伯勞隱蔽得多。牠也會在枝葉間搜尋獵物。

### 繁殖
繁殖季節從5月持續到7月。配對會在北遷途中或到達繁殖地後不久形成，並且牠們是一夫一妻制。雄鳥在求偶時會停棲在雌鳥旁邊，身體上下弓起，頭部左右擺動，並發出輕柔的次聲鳴，這是正常鳴唱的較低版本。牠們還會伴隨鳴聲快速展示飛行。
杯狀的巢由雙方共同築造，通常位於距地面1.5到5公尺的落葉樹枝上，但有時會築巢於灌木叢中較低處。巢由莖、細枝、根及其他植物材料組成，內襯以草類。
雌鳥通常會產下三到六顆蛋，最常見的是五顆。蛋的顏色變化多樣，帶有深色斑點，底色為白色、粉紅色或藍綠色。蛋的大小為21.2-24.1毫米長、15.3-17.8毫米寬。蛋由雌鳥孵化，時間為14到16天。幼鳥約兩週後離巢，並在巢附近停留約兩週。通常一年只會產下一窩蛋，但如果第一窩蛋被破壞，則會產下第二窩蛋。強風和喜鵲的捕食會導致許多蛋的喪失。